# Petites Sœurs des pauvres de Maiquetía
Les Petites Sœurs des pauvres de Maiquetía (latin : Congregationis Parvarum Servarum Pauperum de Maiquetia) est une congrégation religieuse enseignante et hospitalière de droit pontifical. C'est la 1re congrégation religieuse autochtone du Venezuela.

## Historique
La congrégation est fondée le 25 septembre 1889 à Maiquetía dans l'archidiocèse de Caracas par le père Santiago Florencio Machado Oyarzabal avec Marie Émilie Chapellín Istúriz.
Le 13 juin 1906, un groupe de sœurs dirigé par Candelaria de San José reçoivent l'habit religieux des sœurs de Maiquetía et prennent le nom de petites sœurs des pauvres d'Altagracia. Cet institut change ensuite d'habit et de nom le 25 mars 1925 à la suite de son agrégation aux Grands Carmes. Elles sont maintenant connues sous le nom de carmélites de Mère Candelaria.
Le nombre de sœurs augmente jusqu'en 1910 lorsque, à la suite d'une forte crise interne, de nombreuses sœurs quittent la congrégation avec Marcelina de San José pour donner naissance aux Petites sœurs des pauvres de saint Pierre Claver.
L'institut reçoit le décret de louange le 27 avril 1902 et l'approbation finale de ses constitutions religieuses le 18 février 1941.

## Activités et diffusion
Les sœurs se consacrent à l'enseignement et aux soins des personnes âgées et des malades.
Elles sont présentes au Venezuela, en Colombie, au Chili et en Espagne.
La maison-mère se trouve à Caracas.
En 2017, la congrégation comptait 136 sœurs dans 27 maisons.